# Wild Party
Pour les articles homonymes, voir The Wild Party.
Pour plus de détails, voir Fiche technique et Distribution.
Wild Party (The Wild Party) est un film américain réalisé par James Ivory, sorti en 1975.

## Synopsis
Le poète James Morrison a été blessé par balle au larynx lors d'une grande soirée donnée à Hollywood en 1929 par le comédien Jolly Grim et sa belle maitresse Queenie. Il raconte à la police ce qui est arrivé.

## Fiche technique
- Titre français : Wild Party[1],[2]
- Titre original : The Wild Party
- Réalisation : James Ivory
- Scénario : Walter Marks, basé sur un poème de Joseph Moncure March
- Production : Ismail Merchant
- Société de production : American International Pictures (AIP), Merchant Ivory Productions et The Wild Party Production Company
- Musique : Walter Marks
- Photographie : Walter Lassally
- Montage : Kent McKinney
- Direction artistique : David Nichols
- Décorateur de plateau : Bruce Weintraub (en)
- Costumes : Ron Talsky
- Pays d’origine : États-Unis
- Langue : Anglais
- Format : Noir et Blanc | Couleur
- Genre : Drame
- Durée : 95 minutes
- Date de sortie : 
  - États-Unis : mars 1975
  - France : mai 1976

## Distribution
- James Coco (VF : Albert Augier) : Jolly Grimm
- Raquel Welch (VF : Perrette Pradier) : Queenie
- Perry King (VF : Mike Marshall) : Dale Sword
- Tiffany Bolling : Kate
- Royal Dano (VF : Raoul Delfosse) : Tex
- David Dukes (VF : Michel Derain) : James Morrison
- Christina Ferra-Gilmore : Nadine
- Eddie Lawrence (VF : Roger Lumont) : Kreutzer
- Bobo Lewis (VF : Ginette Frank) : Wilma
- Don De Natale : Jackie
- Dena Dietrich : Mme Murchison
- Regis Cordic (VF : Jacques Lalande) : M. Murchison
- Jennifer Lee : Madeline True
- Mews Small : Bertha
- Baruch Lumet : Le tailleur

## Analyse
Le film est une adaptation de la pièce en vers éponyme de Joseph Moncure March parue en 1928 et transposée dans le milieu cinématographique et reprenant de nombreux éléments de la vie de Roscoe Arbuckle.

## Réception
Selon Art Spiegelman,« ce film mélange de façon désastreuse le texte de March et l’affaire de viol qui ruina la carrière de l’acteur comique Fatty Arbuckle ».
Le Los Angeles Times affirme qu' « il est impossible de savoir exactement ce que Merchant, Ivory et le scénariste Walter Marks avaient en tête pour The Wild Party. Il est trop simplet pour être pris au sérieux mais trop sérieux pour fonctionner comme un moment de nostalgie kitsch ».
Pour Variety, si le film est « trop bavard », il s'avère aussi « une magnifique pièce maîtresse des talents de Coco. Il couvre avec succès un spectre allant de la comédie idiote à l'humour chaleureux, en passant par la colère sobre, la frustration exaspérante et la psychose ivre ».
Du côté de The New York Times, Vincent Canby explique que, si « le film est souvent très beau », le scénario s'avère « vraiment épouvantable » : à son sens, « [James] Ivory, [James] Coco, [Raquel] Welch et les autres ne trouvent jamais la bonne façon de l'incarner, probablement parce que c'est injouable ».